# 카스파 올레비안

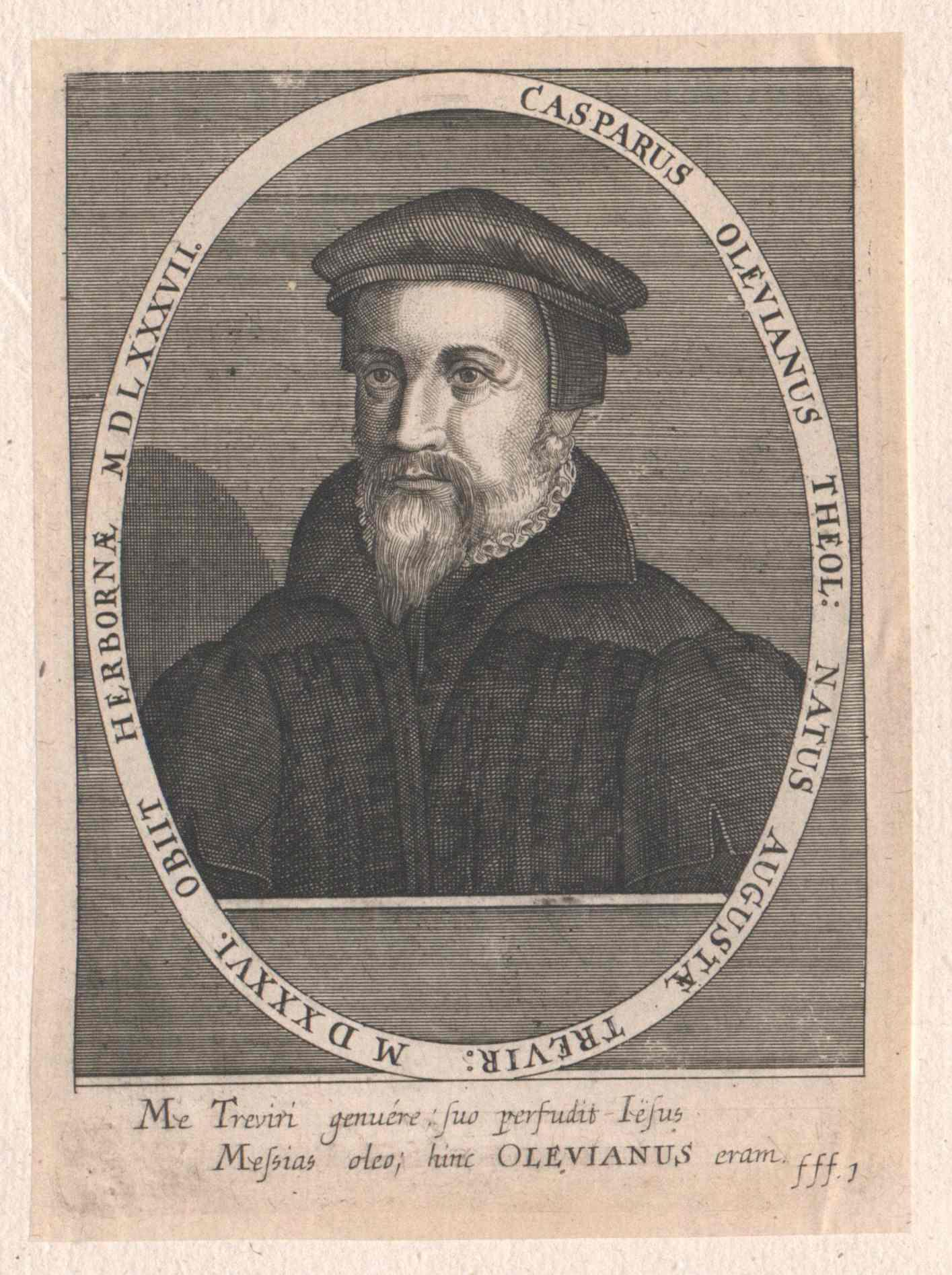
올레비아누스

카스파 올레비안(Caspar Olevian, 1536년 8월 10일 - 1587년 3월 15일)는 종교개혁 시대에 중요한 독일의 개혁신학자이며, 자카리아스 우르시누스와 함께 하이델베르그 교리문답서의 공동저자였다. 참된 저자인지에 대해서는 현대 학자들이 논쟁을 하고 있다. 독일 트리어에서 태어난 그는 프리드리히 3세 선제후의 요청으로 하이델베르크 대학교에서 강의를 하였으나 후에 루터만을 고수하는 프리드리히 3세 선제후의 아들 루드비히 선제후에 의해서 학교를 떠나게 된다. 
구속 언약이라는 용어를 언약 신학에 새로 첨부하였다. 창조언약, 법적언약, 은혜언약등의 언어도 사용하였다. 

## 생애
1536년 트리어에서 태어난 올레비아누스는 제빵기술자 조합의 장인이자 시의 회계이며, 시의원의 아들로 1550년 프랑스로 가서 프랑스 파리에서 인문학을 공부하였다. 또한 부르주에서 법을 공부했고, 1557년에 21세 나이로 박사학위를 받았다. 1456년 올레비아누스가 부르주의 강에서 익사를 면하고 구출되었다. 이 일로 인하여 그는 평생 설교를 하며 살겠노라고 서약했다. 그 서약을 지키기 위해 제네바와 취리히로 향했고, 제네바에서 신학을 공부하였으며 로잔에서 만난 테오도르 베자와 평생 친구가 되었다. 그후 피터 마더 버미글리를 만나기 위해 취리히로 갔다. 다시 제네바에 가서 공부한 그는 기욤 파렐에 강권에 의해 트리어로 돌아오면서 올레비아누스의 신앙은 그 지역 성직자들의 신앙과 충돌하게 되었다.

## 자료들
- Rev. John M'Clintock, D.D.; James Strong, S.T.D. (1877). 〈Olevianus, Caspar (1536-1587)〉. 《Cyclopaedia of Biblical, Theological, and Ecclesiastical Literature》. Vol. VII. New York: Harper & Brothers. 343–344쪽. 2008년 7월 24일에 원본 문서에서 보존된 문서. 2017년 6월 29일에 확인함.
- Webseite of the Caspar Olevian Society, Trier
- Olevian in the Glaubenzeugen Calendar